# La congiuntura
La congiuntura és una pel·lícula italiana de comèdia dirigida el 1965 per Ettore Scola. Fou exhibida com a part de la selecció oficial al Festival Internacional de Cinema de Sant Sebastià 1965.

## Sinopsi
Don Giuliano Niccolini Borges, una figura eminent de la Guàrdia Pontifícia que festeja Jane, una jove anglesa que accepta acompanyar-lo a Suïssa. A diferència de Don Giuliano que només pensa en "l'afer", Jane vol aprofitar el viatge per passar a Suïssa el botí d'un robatori. Els dos són seguits a distància per Sandro, antic xicot de Sandra que pensa recuperar el botí. Però una vegada que passen la duana per la placa diplomàtica del cotxe, Jane fuig en cotxe deixant els dos pretendents ...

## Repartiment
- Vittorio Gassman... Giuliano
- Joan Collins... Jane
- Jacques Bergerac... Sandro
- Hilda Barry... Dana
- Pippo Starnazza... Francesco
- Dino Curcio... Salerno
- Aldo De Carellis... Eduardo
- Alfredo Marchetti
- Halina Zalewska… Luisetta
- Ugo Fangareggi
- Maurice Rosemberg
- Paolo Bonacelli... Zenone
- Renato Montalbano... Dino
- Marino Masé... Angelo
- Adolfo Eibenstein... Enrico